# 和子說
和子說（拉丁語發音：[filiˈɔkwe]），按照字面翻譯，表示：「聖靈是由聖父和聖子而出」，源於基督教神學其中一個重大爭議：「聖靈是由聖父而出，或是由聖父和聖子而出？」

## 歷史
近两千年的基督教會歷史中，出現過二次的重大分裂。一般人較為了解的是發生在1517年，由馬丁路德針對當時教會各樣弊病所發起的宗教改革，這是教會史上第二次的大分裂。在這之前教會還有一次重大的分裂，是1054年代表西方教會的羅馬教廷與代表東方的君士坦丁堡普世牧首区，因為政治、教權與神學上的歧見，因而相互將對方處以破門律，即東西教會大分裂。期間雖有復合之象，但始終在神學議題上的一個重大爭議不能達成共識，致使東西方教會至今無法統一。這個難題便是和子說：聖靈是由父而出，或是由父和子而出。

## 文獻回顧
在聖靈來源的議題上，教父各有見解，愛任紐認為聖靈是神的工作者，但聖靈不附屬於神。特土良發展出三位一體的教義。亞他那修確立本體相同的教義，他首先認為聖靈來自神，靈在本質上屬於子，靈由子賜下，靈所有的皆屬子。面對亞流派，迦帕多家三傑的巴西流說：「聖靈從神而出，不是生出的，而是像祂口中之氣一樣。」女撒的貴格利認為聖靈從父而出，從子領受；父是因、子與靈是果，子直接由父產生，聖靈由父經過中介產生，是藉子而出。
歷史上對於聖靈論中聖靈出處的討論就此告一段落，這是為要回應亞流對於耶穌神性懷疑的一系列神學議題的延伸，一直要等到奧古斯丁，才會將聖靈論作完整有系統的論述。

## 教父的聖靈觀

### 亞歷山大——俄利根
- 生平介紹：俄利根是亞歷山大教導學院的校長，是一位極為聰明的學者，一生的著作超過八百篇。他的寫作目標是：「對提出智性的基督徒，提供符合聖經的解答，使他們不用去找諾斯底教派。」俄利根學習希伯來文，並擅長在希臘文化中傳福音，以柏拉图派哲學觀念說明基督教義。他有受苦殉道的心志，他甚至以自閹來表明他的信仰。[7]
- 神學思想：俄利根以寓意解經法，將聖經的意義分為三層：體－字面意義；魂－道德意義；靈－是奧秘的，是指向基督的。[8] 對於聖靈的主題俄利根時常是模糊與矛盾的，在對於聖靈是「生」與「被造」間難以決定，最後他解釋：「聖靈是父藉著子造的」。[9] 他一方面要三位都平等，另一方面要將父、子、聖靈區別出來，這一區別就將子與靈附屬於神了。附屬的主要原因在於：
  1. 聖經的解釋。「因為萬有都是靠他造的，無論是天上的，地上的；能看見的，不能看見的；或是有位的，主治的，執政的，掌權的；一概都是藉著他造的，又是為他造的」（歌羅西書1:16）。俄利根的結論是：「我們承認萬有都是道所造的，聖靈是父藉著基督所造的最好的，也是次序上的第一。」又說「為這緣故，聖靈不稱自己為神的兒子」。[10]
  2. 他為了要辯證形像神格派的異端，反將子和靈變成附屬品了。[11]

### 西方教會——奧古斯丁
- 生平介紹：奧古斯丁是北非希坡主教，早年行修習哲學並受摩尼教的影響，希望找到生命的意義。但這不但不能幫助他，反而讓他墮入深沈的苦痛之中，奧古斯丁最後在羅馬書13:13-14節中找到他人生方向的的答案，從此奧古斯丁回到神的懷抱之中。[12] 他的最著名作品是《懺悔錄》及《上帝之城》。
- 神學立場：是西方教會神學集大成者，在對於聖靈論的議題上，繼承了前代教父們對聖靈體會的認知。奧古斯丁認為子稱為神的道，稱呼聖靈為神的恩賜，稱呼父神為道的根源，聖靈主要為「父所出」，也由「子所出」但這是父賜給子的。[13] 奧古斯丁認為聖靈是父和子的互愛，是父子二位的靈，父子因著他們與聖靈的關係，形成了一個單一體。如此父子對聖靈的關係是相同的，關係既同，作為就不可分，所以奧古斯丁堅認聖靈由父子而出（Filioque）的教義。父把一切都給了子，也把發出聖靈的能力給了子。[14]所以是父生子，聖靈由父和子而出。

### 大馬士革的約翰
- 生平介紹：大馬士革的聖約翰生於645-675年之間，卒於754年。為東方教會最中最著名的教父，他在希臘宗的地位，相當於亞逵那在羅馬宗的地位，二人都各集東西系統神學之大成。約翰初時承父遺缺任大馬士革當地的政務，但不久就辭職隱居於耶路撒冷附近的聖撒巴斯修道院，以研究及著作終其一生[15]。後世稱他為「金源」（Chrysorroas），是對他之作品和聖詩一個極高的推許[16]。
- 神學立場：約翰為聖像崇拜辯護甚力；也擅長寫讚美詩歌[註 2]。約翰的著作《知識的泉源》是東方希臘神學集大成的書[17]，是東方教會最著名的神學家，其思想在東方教會具有相當的代表性。約翰認為聖靈與父及子是同一本質、同一永恆的。聖靈從父出來而藉著子以交通，子與靈都是藉著父而存在。約翰也認為子由父產生，聖靈也出自父，不是產生，而是發出，子的產生與聖靈的發出是同一時間的，但約翰坦承，無法知道產生和發出的區別[18]。

## 聖經中的聖靈
据《提後》3:16，使徒保罗称「聖經都是神所默示的，於教訓、督責、使人歸正、教導人學義都是有益的。」基督信仰的答案不在人的理性思辨，而在聖經的神啟之中，所以回歸聖經，是我們遇著難解議題之時的終極依歸。以下以聖經中對聖靈的記載為研究重點，焦點放在聖靈的來源與父、子的關係，不涉及聖靈的意志、能力、工作、等無關的議題。

### 舊約中的聖靈
1. 創世記1:2「地是空虛混沌，淵面黑暗；神的靈運行在水面上。」這是聖經中第一次提到神的「靈」（רוח，Ruach）。這字有3種解釋：「氣息」（breath）、「風」（wind）與「靈」（spirit）。[19] 但無論是氣息、風或是靈，都沒有足夠的證據顯示其出處。
2. 有上主的靈臨到四位士師身上，俄陀聶（士3:10）、基甸（士6:34）、耶弗他（士11:29）、參孫（士13:25；14:6，19；15:14）。這裡見到靈受耶和華差遣，並屬於耶和華，但是對靈的來源也沒有敘述。
3. 上主的靈也數次臨到掃羅與大衛並支配他們（撒上10:6；11:6；16:13，14；詩51:11）
4. 先知書與智慧文學中也多次提到“上主的靈”、“我的靈”（詩51:11；139:7；143:10）。舊約中與有關聖靈的記載，沒有明確提供聖靈出處的證據，但是神是一切的源頭、萬有的出處，所以聖靈自然來自神，這是無庸置疑的。

### 新約中的聖靈
既然已經確立聖靈來自神，那在新約有關聖靈的研究，只需要將焦點鎖定與耶穌有關的經文。
1. 福音書中耶穌受浸時神的靈降臨在耶穌身上（太3:16神的靈; 可1:10聖靈; 路3:22聖靈; 約1:32聖靈），這是新約最初提及耶穌與聖靈的關係。
2. 馬太福音12:28：「我若靠著神的靈趕鬼，這就是神的國臨到你們了。」耶穌親口說他所靠持的是「神的靈」。
3. 路加福音24:49a：「我要將我父所應許的降在你們身上」父應許、子差派; 約14:26a「但保惠師，就是父因我的名所要差來的聖靈。」

- 與約翰福音15:26「但我要從父那裏差保惠師來，就是從父出來真理的聖靈；他來了，就要為我作見證。」以及
- 約16:7b「我若不去，保惠師就不到你們這裏來；我若去，就差他來。」
- 「從父出來」可以解釋：1、受父差派。2、從父而出。但確定的是聖靈受父與子的差遣。

1. 約翰福音16:15「凡父所有的，都是我的；所以我說，他要將受於我的告訴你們。」這裡所謂「凡父所有的」是否包含聖靈呢？三位一體的神是本體相同（ομοουσιος，homoousios），各有獨立實質（ὑπόστασις，hypostasis）。這句話只能表示父與子完全親密的關係。
2. 使徒行傳2:33「他既被神的右手高舉，又從父受了所應許的聖靈，就把你們所看見所聽見的，澆灌下來。」耶穌的靈來自於神。
3. 羅馬書8:9「如果神的靈住在你們心裏，你們就不屬肉體，乃屬聖靈了。人若沒有基督的靈，就不是屬基督的。」與現代中文譯本約一2:27a「至於你們，基督已經把他的靈賜給你們。」表示神的靈就是基督的靈，就是聖靈。但是基督的靈不表示靈出於基督。
4. 歌林多前書2:12「我們所領受的，並不是世上的靈，乃是從神來的靈，叫我們能知道神恩賜給我們的事。」這經文提到了靈是從神來的。保羅指出聖靈出於父；但也可能是聖靈受父差派之意，非指聖靈從父而出。
5. 加拉太書4:6「你們既為兒子，神就差他兒子的靈進入你們的心，呼叫：「阿爸！父！」子的靈受父差遣，子的靈就是神的靈，就是聖靈。

新約聖經中也沒有提到聖靈的來源，林前2:12提到靈是從神來的，但是真正的意思並不明確。約1:3「萬物是藉著他造的；凡被造的，沒有一樣不是藉著他造的。」與歌羅西書1:16「因為萬有都是靠他造的，無論是天上的，地上的；能看見的，不能看見的；或是有位的，主治的，執政的，掌權的；一概都是藉著他造的，又是為他造的。」但是聖靈並非受造之物。約15:26「但我要從（παρά，para）父那裏差（πέμψω，pempsō）保惠師來，就是從（παρά）父出（ἐκπορεύεται，ekporéuetai）來真理的聖靈（πνεύμα，pneuma）；他來了，就要為我作見證。」常被用來證明是聖靈發出的教義根據，但是仍然沒有直接證據，可以證明聖靈是從神發出。雖然從聖經當中找不到聖靈來源的出處，但是依據神是一切源頭的真理，可以確定聖靈從神而出，無法證明聖靈從神和子出。聖經證明了父、子、聖靈的關係緊密，聖靈就是父與子的靈，而聖靈是有獨立的位格，聖靈不是父也不是子。

## 研究結果與討論
會對聖靈的議題有不同的見解，原因便是聖經並未明確記載，以致於神學家們會有不同的領悟。但是聖經雖然沒有說明，但是仍然不可跳脫聖經的啟示，故以下的討論當然是以聖經為依據，針對不同的主張給予批判或檢討。

### 對俄利根的批判
1. 俄利根以寓意解經的觀念，代入神學的討論。一方面承認神學思維的奧秘，既然是奧秘就不可言說，然而俄利根又要強加解釋，所以會把自己陷入在二難之中。
2. 在对西1:16的解釋上畫蛇添足，反而變成聖靈次位論。
3. 「聖靈是父藉著基督所造的最好的，也是次序上的第一」[註 5]，聖靈不是受造的，這會成為聖靈的亞流主義。
4. 「為這緣故，聖靈不稱為神自己的兒子」，俄利根站在聖靈的角度說話，這實在是解釋過頭了。
5. 為了區分三，而犧牲了子與聖靈的位格。

雖然俄利根在聖靈論的議題上，出現了解釋上的不周全，將聖靈置於被造的、被排序的，甚至有陷入次位論的危險。但是處在2-3世紀，面對撒伯流主義的衝擊，俄利根以獨立實質（hypostasis）回應。但俄利根不可能預見未來的亞流竟然只取他二大主張之一的：子從於父、靈從於子的觀念，而發展出亞流主義。筆者(誰?)相信這不是俄利根的本意，因為他也曾寫道：「在三位一體裡，並沒有哪一位比較大或者比較小。」但在解釋上的過份形容與任意想像，的確不是神學思考的最佳途徑。

### 對奧古斯丁的批判
奧古斯丁「和子」而出的聖靈觀是西方教會一致認可的，然而奧古斯丁所推論的依據卻非無懈可擊。
1. 論者難以認同「聖靈是父和子的互愛」。父和子的互愛為什麼要有聖靈？父和子的互愛與聖靈何干？
2. 奧古斯丁認為「父子因著他們與聖靈的關係，形成了一個單一體」。但父是一切的源頭，關係的確立者；父、子、聖靈本體相同，成為「一個單一體」的原因是「因著父的意志」，不是「因著與聖靈的關係」。
3. 奧古斯丁認為「父子對聖靈的關係是相同的，關係既同，作為就不可分」。關係與行為是不同的概念，關係相同不必然導致行為相同。
4. 固然「父把一切都給了子，也把發出聖靈的能力給了子」，但是子擁有發出聖靈的能力，不等於聖靈是由子而發出，除非聖經有更明確的證據。

奧古斯丁不懂希臘文，他的思想架構是建立在拉丁體系的西方羅馬文化當中，奧古斯丁是以法律觀點來處理他所面臨的神學議題。法律在本質上不是在追求真理，法律存在的目的在解決爭議，解決：人與人、人與社群、社群與社群的爭議。所以邏輯思維在法律的前提之下，必須做出協調與讓步，因為為的是處理爭議，不是以此來窮究事理。加上拉丁文化的實用哲學，與大公教會不太強調聖經至上的教會傳統，所以容易在神學議題上過及推廣，以致於奧古斯丁會認為聖靈是由父而子而出。因為這樣可以解釋何以神的靈又是子的靈。

### 對約翰的批判
大馬士革的聖約翰的神學思想源自於迦帕多家三教父，東方教會的正統教訓就是：聖靈「藉著子來自父」。在這個神學議題上約翰並沒有進步多少。
1. 約翰認為「聖靈從父出來而藉著子以交通」。聖靈需要藉子和父交通嗎？
2. 約翰認為「子與靈都是藉著父而存在」。這多少反映出東方教會「一而三」的神觀。
3. 約翰承認無法知道產生和發出的區別。這是一種負責任的治學態度，也是在神面前謙卑的表現。

或許因為保持著希臘哲學嚴謹的思維，與對聖經的尊重，約翰不願意對聖經未曾明說的部分多加解釋。但是東方教會「藉子」的說法還是超出聖經的記載，可能的原因是：
1. 根據約1:3「萬物是藉著他造的；凡被造的，沒有一樣不是藉著他造的。」但是聖靈並非受造之物。
2. 受西方教會影響，認為聖靈的存在必須與子有分。
3. 東方教會一直處於皇帝的監控之下，也極為注意教會內部的思想意向。[22]在與西方羅馬教會的神學之辯中，皇室扮演相當程度的角色。神學議題之爭，當然也成為牽動著東西方政治風向球。故東西方堅持「藉子」與「和子」，也可能是政治角力的必然。

## 結論與建議
在東西方聖靈論的爭論中，沒有贏家，雙方都是輸家。針對一個過於人類理性思維所能處理的議題「神的起源」，只看到人的有限與敗壞：無解與分裂。聖經雖未提供一切神學問題的答案，但一切答案不當逾越聖經。神學取向也影響神學實踐，以教會建築為例，從東方教會的中央十字架教堂的結構，就可以看出東方教會的神學主張：聖父是一切的中心。

### 引用
1. ↑  . 牛津英語詞典 (第三版). 牛津大學出版社. 2005-09 （英语）.
2. ↑  周聯華，《神學綱要》，卷三，（台北：台灣基督教文藝出版社，2000），150-1。
3. ↑  同上，152-4。
4. ↑  凱利，《早期基督教義》，康來昌譯，（台北：華神出版社，1984），175-6。
5. ↑  同上，178。
6. ↑  同上，178-9。
7. ↑  奧爾森，《神學的故事》，115-7。
8. ↑  同上，123。
9. ↑  周聯華，《神學綱要》，卷三， 154-5。
10. ↑  同上，155。
11. ↑  同上。
12. ↑  奧古斯丁，《懺悔錄》，徐玉芹譯（台北：志文出版社，1997），198-9。
13. ↑  麥葛福，《基督教神學原典精華》，楊長慧譯，（台北：校園書房出版社，2003），140。
14. ↑  凱利，《早期基督教義》， 187。
15. ↑  費多鐸 編，《東方教父選集》，沈鮮維楨、都孟高 等 譯（香港：基督教輔僑出版社，1964）， 303。
16. ↑  楊牧谷 主編，《當代神學辭典CD版》，〈大馬色的約翰〉（台北：校園書房出版社，1997）。
17. ↑  周聯華，《神學綱要》，卷三，161。
18. ↑  費多鐸 編，《東方教父選集》，324。
19. ↑  Bible Works, version 6.0, CD-ROM, 2003。
20. ↑  奧爾森，《神學的故事》，127。
21. ↑  凱利，《早期基督教義》，178-9。
22. ↑  陳志強，《拜占廷學研究》（北京：人民出版社，2001），170-1。另外在非拉拉舉行（1438-9）的會議中，希臘教長合理地提出，無論「和子」教義有多正確，未徵詢希臘教會同意，就私下把「和子」一語加進去，是不合法的，更可見「和子」爭議完全不是單純的教義之辯。參閱：楊牧谷主編，《當代神學辭典CD版》，〈「和子」爭辯〉。